# Hackney Town Hall
 (juin 2025).
Hackney Town Hall est un bâtiment municipal situé à Hackney, à Londres. L'hôtel de ville de style Art Déco, siège du Hackney London Borough Council, est un bâtiment classé Grade II.

## Histoire
L'hôtel de ville d'origine de Hackney était une maison privée, érigée dans Mare Street en 1802''.
Lorsque ce premier bâtiment municipal devint trop petit, il fut remplacé par un bâtiment plus au sud sur Mare Street, conçu en style italianisant, et achevé en 1866. Cet hôtel de ville, le deuxième, fut agrandi aux deux extrémités en 1898. Il est devenu le siège du Metropolitan Borough de Hackney lorsqu'il est devenu un arrondissement métropolitain en 1899. Après que l'édifice ait également été jugé inadapté, il a été démoli pour créer un jardin civique devant ce qui allait devenir l'édifice actuel.
Le site choisi pour l'hôtel de ville actuel, la troisième mairie, se trouvait juste à l'ouest de la deuxième mairie, sur un terrain auparavant occupé par des propriétés résidentielles. La première pierre a été posée par le ministre de la Santé, Sir Hilton Young, le 22 octobre 1934. Il a été conçu dans le style Art déco et officiellement inauguré par le président du London County Council, Lord Snell, le 3 juillet 1937. 
Le bâtiment a continué d'être le siège du gouvernement local après la formation du Borough londonien de Hackney en 1965. Cependant, de nombreux bureaux et leurs services, ont déménagé vers le nouveau centre de services de Hackney, rue Hillman, en 2010.
Une vaste rénovation de l'hôtel de ville a été achevée en 2017''. Extinction Rebellion a organisé une série de manifestations dans l'est de Londres, suivies d'une assemblée populaire devant l'hôtel de ville en juillet 2019.